# Stretto di Malacca
Lo stretto di Malacca (in malese e in indonesiano Selat Melaka, in inglese Strait of Malacca, in cinese tradizionale 馬六甲海峽 Mǎliùjiǎ hǎixiá, in cinese semplificato 马六甲海峡 Mǎliùjiǎ hǎixiá) è una via d'acqua dell'oceano Indiano che separa l'isola indonesiana di Sumatra dalla costa occidentale della penisola malese.

## Descrizione
Lo stretto mette in comunicazione il mar delle Andamane a nord con lo stretto di Singapore e il mar Cinese Meridionale a sud. Ha una lunghezza di circa 930 km e una ampiezza che va dai 2,8 ai 393 km. All'estremità meridionale dello stretto sono poste le isole Riau.
Nello stretto defluiscono diversi fiumi: dalla penisola malese vi sfocia il Perak, mentre i principali fiumi di Sumatra che vi defluiscono sono il Bila, il Barumun, il Rokan, il Siak e l'Kampar. I porti principali che vi si affacciano sono: Malacca e George Town.

## Via di comunicazione
Lo stretto, una delle più antiche e importanti vie marittime al mondo, è la principale via di comunicazione tra l'Oceano Indiano e l'Oceano Pacifico. Nei pressi di Singapore lo stretto si restringe con una ampiezza minima di 2,8 km rendendo la navigazione più difficile vista l'intensità di traffico. Le dimensioni massime delle navi che lo possono attraversare sono definite dal Malaccamax.

## Disagi
Nelle acque dello stretto sono stati riportati numerosi episodi di pirateria. Un altro problema per la navigazione è rappresentato dall'intenso fumo provocato dagli incendi sull'isola di Sumatra, che spesso riduce la visibilità fino a 200 metri, provocando il rallentamento del traffico marittimo.